# Tournefortia obtusiflora
Tournefortia obtusiflora Benth. è una pianta della famiglia delle Boraginacee, endemica dell'Ecuador.

## Distribuzione e habitat
Il suo habitat naturale sono i luoghi asciutti o subtropicali o foreste tropicali.

## Conservazione
La Lista rossa IUCN classifica Tournefortia obtusiflora come specie in pericolo critico di estinzione (Critically Endangered).
È minacciata dalla perdita di habitat.